# Fermín López
Pour les articles homonymes, voir López.
Fermín López, né le 11 mai 2003 à El Campillo en Espagne, est un footballeur international espagnol qui évolue au poste de milieu de terrain au FC Barcelone.

## Biographie
Né à El Campillo, dans la province de Huelva, en Andalousie,, López a commencé à jouer au football au sein du club de sa ville natale, avant un passage au Recreativo de Huelva pour finalement intégrer l'académie du Real Betis en 2012. À l'été 2016, il rejoint le centre de formation du FC Barcelone.

### Carrière en club
Fermín López fait ses débuts en Ligue des champions le 19 septembre 2023, entrant en jeu lors du match de poule du FC Barcelone contre le Royal Antwerp. Il marque son premier but en Ligue des Champions le 25 octobre 2023 contre le Chakhtar Donetsk. Il  prolonge son contrat jusqu'au 30 juin 2027.

### Carrière en sélection
En mai 2024, il figure dans une liste élargie de 29 joueurs appelés par Luis de la Fuente pour l'Euro 2024 puis il fait partie de la liste définitive de 26 joueurs publiée le 7 juin,.
Après avoir remporté l'Euro 2024, il fait partie de l'équipe d'Espagne qui gagne la médaille d'or aux Jeux olympiques. Il inscrit six buts aux JO, dont deux en finale le 9 août 2024 au Parc des Princes face à la France.

## Statistiques

### En club
| Saison                | Club                     | Championnat           | Championnat | Championnat | Championnat | Coupe(s) nationale(s) | Coupe(s) nationale(s) | Coupe(s) nationale(s) | Supercoupe | Supercoupe | Supercoupe | Compétition(s) continentale(s) | Compétition(s) continentale(s) | Compétition(s) continentale(s) | Compétition(s) continentale(s) | Total | Total | Total |
| Saison                | Club                     | Division              | M.          | B.          | P.d.        | M.                    | B.                    | P.d.                  | M.         | B.         | P.d.       | Comp.                          | M.                             | B.                             | P.d.                           | M.    | B.    | P.d.  |
| 2023-2024             | Barça Atlètic            | Primera Federación    | 1           | 0           | 0           | -                     | -                     | -                     | -          | -          | -          | -                              | -                              | -                              | -                              | 1     | 0     | 0     |
| 2022-2023             | Linares Deportivo (prêt) | Primera Federación    | 37          | 12          | 4           | 3                     | 0                     | 0                     | -          | -          | -          | -                              | -                              | -                              | -                              | 40    | 12    | 4     |
| 2023-2024             | FC Barcelone             | Liga                  | 31          | 8           | 0           | 2                     | 1                     | 0                     | 1          | 0          | 0          | C1                             | 8                              | 2                              | 0                              | 42    | 11    | 0     |
| 2024-2025             | FC Barcelone             | Liga                  | 28          | 6           | 5           | 6                     | 1                     | 1                     | 1          | 0          | 0          | C1                             | 11                             | 1                              | 3                              | 46    | 8     | 9     |
| 2025-2026             | FC Barcelone             | Liga                  | 1           | 0           | 0           | 0                     | 0                     | 0                     | 0          | 0          | 0          | C1                             | 0                              | 0                              | 0                              | 1     | 0     | 0     |
| Sous-total            | Sous-total               | Sous-total            | 60          | 14          | 5           | 8                     | 2                     | 1                     | 2          | 0          | 0          | -                              | 19                             | 3                              | 3                              | 89    | 19    | 9     |
| Total sur la carrière | Total sur la carrière    | Total sur la carrière | 99          | 26          | 9           | 11                    | 2                     | 1                     | 2          | 0          | 0          | -                              | 19                             | 3                              | 3                              | 131   | 31    | 13    |

### En sélection nationale
| Saison                | Sélection             | Phases finales        | Phases finales | Phases finales | Phases finales | Éliminatoires CDM | Éliminatoires CDM | Éliminatoires CDM | Éliminatoires EURO | Éliminatoires EURO | Éliminatoires EURO | Ligue Nations UEFA | Ligue Nations UEFA | Ligue Nations UEFA | Matchs amicaux | Matchs amicaux | Matchs amicaux | Total | Total | Total |
| Saison                | Sélection             | Compétition           | M              | B              | Pd             | M                 | B                 | Pd                | M                  | B                  | Pd                 | M                  | B                  | Pd                 | M              | B              | Pd             | M     | B     | Pd    |
| --------------------- | --------------------- | --------------------- | -------------- | -------------- | -------------- | ----------------- | ----------------- | ----------------- | ------------------ | ------------------ | ------------------ | ------------------ | ------------------ | ------------------ | -------------- | -------------- | -------------- | ----- | ----- | ----- |
| 2023-2024             | Espagne               | Euro 2024             | 1              | 0              | 0              | -                 | -                 | -                 | -                  | -                  | -                  | -                  | -                  | -                  | 1              | 0              | 1              | 2     | 0     | 1     |
| Total sur la carrière | Total sur la carrière | Total sur la carrière | 1              | 0              | 0              | -                 | -                 | -                 | -                  | -                  | -                  | -                  | -                  | -                  | 1              | 0              | 1              | 2     | 0     | 1     |

## Palmarès

### En Club
- FC Barcelone
  - Vainqueur du Championnat d’Espagne en 2025
  - Vainqueur de la Coupe d'Espagne en 2025
  - Vainqueur de la Supercoupe d'Espagne en 2025

### En sélection
- Espagne
  - Vainqueur du Championnat d'Europe en 2024

- Espagne olympique
  -  Médaille d'or aux Jeux olympiques en 2024